# 中川里江
中川 里江（なかがわ りえ、1973年12月26日 - ）は、日本の女性声優。ピアレスガーベラ所属。大阪府生まれで、高知県で育つ。

## 略歴
幼い頃から映画好きというのが大きく、色々読んだりするのが好きだったという。OLをしながらワークショップに行っていた。その時の演出家からオーディションの話をもらったきっかけでほんの少しのナレーションを経て、声優の世界に入る。OLをしていたこともあり、デビューはかなり遅かったという。
以前はコーラルアイランド、トリトリオフィス、ミディアルタに所属していた。
2021年、第15回声優アワードで、キッズ・ファミリー賞を受賞。

## 人物
趣味は裁縫、料理、散歩。地元の方言は土佐弁（関西弁）である。
脇役や端役での出演が多かったが、『猫ラーメン』や『はなかっぱ』など、主役も演じるようになった。

## 出演
太字はメインキャラクター。

### テレビアニメ
2000年
- 遊☆戯☆王デュエルモンスターズ（キサラ）

2002年
- 満月をさがして（クララ）

2003年
- GUNSLINGER GIRL（2003年 - 2008年、フェッロ）- 2シリーズ

2004年
- 愛してるぜベイベ★★（加奈）
- こちら葛飾区亀有公園前派出所（看護婦）

2005年
- アイシールド21（小早川美生、小結の母）
- おねがいマイメロディ（2005年 - 2008年、マイメロママ、葉山、柊恵一〈子供〉 他）- 4シリーズ
- 銀牙伝説WEED（麗華）
- シュガシュガルーン（望月幸子、関口あかね、ウシ子、源佐紀子、マンドラゴラ）
- 涼風（新聞勧誘員、勧誘員、露天のお姉さん）
- SPEED GRAPHER（侍女2）
- 絶対少年（女の子B）

2006年
- Fate/stay night（氷室鐘）
- しにがみのバラッド。（部員）
- 人造昆虫カブトボーグ V×V（春子、キャッシー、荒木こずえ、グロリア、カナリアン、勝治の祖母 他）
- Strawberry Panic（同級生B）
- デジモンセイバーズ（プカモン）
- 妖逆門（亜紀の母、修の母）

2007年
- Saint October（ニケ）
- 猫ラーメン（大将）
- はぴはぴクローバー（マウマウ）
- ラブ★コン（女生徒、毛ガニの声 他）
- レンタルマギカ（人魚）

2008年
- ヴァンパイア騎士 Guilty（教師）
- バトルスピリッツ 少年突破バシン（2008年 - 2009年、アイボウ）

2009年
- 真・恋姫†無双（2009年 - 2010年、李典）- 2シリーズ
- タユタマ -Kiss on my Deity-（鵺）
- 毎日かあさん（2009年 - 2012年、大地くん、三田先生、フィリピンママ、アシスタント、ジョー、世界の人々、母、お姫様、おばさん 他）

2010年
- はなかっぱ（2010年 - 、はなかっぱ）
- BLEACH 斬魄刀異聞篇（瓠丸）

2011年
- おじゃる丸（生徒、ミサ）
- Fate/Zero（グラニア）

2014年
- Fate/stay night [Unlimited Blade Works]（氷室鐘）

2016年
- バトルスピリッツ 烈火魂（アイボウ）

2017年
- Fate/Grand Order × 氷室の天地 〜7人の最強偉人篇〜（氷室鐘）

### 劇場アニメ
- 雲のむこう、約束の場所（2004年、水野理佳、女性看護士）
- チョコレート・アンダーグラウンド（2009年、カイリー・ムーア[6]）
- はなかっぱ 花さけ!パッカ〜ん♪ 蝶の国の大冒険（2013年、はなかっぱ）

### OVA
2004年
- おジャ魔女どれみナ・イ・ショ（女生徒）

2008年
- 楓ニュータウン（ミキオのお母さん）
- switch（職員）

2009年
- 異世界の聖機師物語（ワウアンリー・シュメ）

2011年
- 真・恋姫†無双〜乙女大乱〜 †あわわっDVD/Blu-ray第七巻はOVAすぺしゃるです〜†（李典）
- T.P.さくら 時空樹防衛戦（アルキメデス）

### Webアニメ
- 衛宮さんちの今日のごはん（2018年、氷室鐘）

### ゲーム
2006年
- FESTA!! -HYPER GIRLS PARTY-（白百合貴京、白百合澄零）

2007年
- Fate/stay night [Realta Nua]（氷室鐘）
- とびだせ!トラぶる花札道中記（氷室鐘、ヘンな氷室）
- 燃えろ!熱血リズム魂 押忍!闘え!応援団2（水無月麗華）

2009年
- サンデーVSマガジン 集結!頂上大決戦
- タユタマ -Kiss on my Deity-（鵺）※Xbox 360版
- 桃華月憚 -光風の陵王-（トウカ）
- 遊☆戯☆王ファイブディーズ タッグフォース4（一般キャラクター）

2010年
- 遊☆戯☆王ファイブディーズ タッグフォース5（一般キャラクター）

2011年
- T.P.さくら 〜タイムパラディンさくら〜（アルキメデス）
- 遊☆戯☆王ファイブディーズ タッグフォース6（一般キャラクター）

2014年
- ウチの姫さまがいちばんカワイイ（神凪姫 伊勢繭）
- Fate/hollow ataraxia（氷室鐘）

2018年
- グランブルーファンタジー（2018年 - 2023年、クラーバラ）

### ドラマCD
2003年
- 旅行鞄をしまえる日（ツアコン）

2005年
- 桜蘭高校ホスト部 わいガヤCDパック（女医、女生徒、ナース）

2006年
- おねがいマイメロディ 〜くるくるシャッフル!〜 キャラクターソングアルバム Girls（マイメロママ）

2007年
- アーネンエルベの一日（氷室鐘）
- サナリカ〜おはなしCD（ママ）

2008年
- 超無気力戦隊ジャパファイブ（楓）

2013年
- 氷室の天地 Fate/school life 6・7・9・12巻特装版 特典ドラマCD（2013年 - 2019年、氷室鐘） - 4作品

### 吹き替え
- ウォルト・ディズニーの約束（2014年）